# Лиса Чапъл
Лиса Айрийн Чапъл (на английски Lisa Irene Chappell) е актриса и музикантка от Окланд, Нова Зеландия.

## Актьорска кариера
Лиса е избирана за много от ролите в Нова Зеландия, като „Блясък“ (Gloss), „Кратка улица“ (Shortland Street), Херкулес: Легендарните пътешествия, и „Живот в града“ (City Life). Започвайки през 2000 г., Лиса играе Клеър Маклауд (Claire McLeod) в австралийския хитов сериал „Дъщерите на Маклауд“ (McLeod's Daughters). За тези периоди, тя печели популярната награда Logie Award и е била номинирана за наградата Silver Logie през 2003 г. Прекратява ролята си в сериала през 2003 г., когато нейната героиня Клеър умира в катастрофа.
Тя се явява в трите части на „Малки искания“ (Small Claims), „Повторното обединяване“(The Reunion), и започва своята игра в „Жилото“ (Stingers) в ролята на Меган Уолш (Megan Walsh) (Season Cool).
Лиса започва да се приспособява към публичния подиум с „Educating Rita“ през 2007 г., когато прави турне обиколка в Австралия.

## Музикална кариера
Текущият фокус на Лиса Чапъл в музикална кариера напредва. Нейният дебютен албум, „When Then Is Now“, беше реализиран на 1 май 2006 г. Тя прави много малки турнета в Австралия и Нова Зеландия, за да осъществи пускането му.